# Искрони (Хунедоара)
Искрони (рум. Iscroni) насеље је у Румунији у округу Хунедоара у општини Аниноаса. Oпштина се налази на надморској висини од 568 m.

## Становништво
Према подацима из 2002. године у насељу је живело 1986 становника.

### Попис2002.
| Расподела становништва по националности 2002.‍ | Расподела становништва по националности 2002.‍ | Расподела становништва по националности 2002.‍ | Расподела становништва по националности 2002.‍ | Расподела становништва по националности 2002.‍ |
| --------------------------------------------- | --------------------------------------------- | --------------------------------------------- | --------------------------------------------- | --------------------------------------------- |
|                                               |                                               |                                               |                                               |                                               |
| Румуни                                        | Румуни                                        |                                               | 1.814                                         | 91,7%                                         |
| Мађари                                        | Мађари                                        |                                               | 57                                            | 2,9%                                          |
| Роми                                          | Роми                                          |                                               | 99                                            | 5,0%                                          |
| Италијани                                     | Италијани                                     |                                               | 9                                             | 0,5%                                          |